# 德米特里·苏霍鲁科夫
德米特里·谢苗诺维奇·苏霍鲁科夫（俄语：Дмитрий Семёнович Сухоруков，1922年11月2日—2003年7月8日），苏联军事领导人。1982年晋升大将。1978年末至1987年但任苏联空降兵司令。

## 生平
1922年生于蘇維埃俄國库尔斯克省。1939年参加工农红军。1941年8月毕业于列宁格勒军事工程学校。苏德战争前期与学校一起转移至科斯特羅馬，任步兵训练排排长。1943年升任连长。1944年5月，任近卫步兵第104师第332团工兵连连长。1945年2月，任营参谋长。参加維也納和布拉格等战役战斗，曾受重伤，但很快又重新奔赴前线。德国投降时，他随军驻扎在南波希米亚。
战后在匈牙利、爱沙尼亚、立陶宛的苏军空降部队服役。1955年升任副团长。1958年毕业于伏龙芝军事学院，任近卫第7空降师近卫第108伞兵团团长，驻立陶宛。1961年8月，任近卫第7空降师参谋长兼副司令。1962年9月，任近卫第98空降师师长，驻阿穆尔州别洛戈尔斯克。1966年3月，任远东军区陆军第2军副军长，驻萨哈林岛。1968年7月升任军长。
1968年毕业于总参谋部军事学院高级指挥人员培训班。1969年12月，任苏联空降部队第一副司令。1971年12月，调任波罗的海沿岸军区近卫第11集团军司令。1974年3月，任外高加索军区第一副司令。1976年11月，任苏军中央集群司令，驻捷克斯洛伐克。1978年12月，任苏联空降部队司令。期间领导空降兵参与苏联－阿富汗战争。1982年晋升大将。1987年5月至1990年7月，任苏联国防部副部长兼总干部局局长。1990年7月因健康问题被解除职务，改任国防部总监察组成员，叶尔马科夫上将接替其原职务。
2003年7月8日逝世。葬于特罗耶库罗夫公墓。

## 军衔
- 少将（1965年6月18日）
- 中将（1970年4月29日）
- 上将（1977年4月25日）
- 大将（1982年12月16日）